# كيم جو ري
كيم جو ري (بالكورية: 김주리)‏ هي ممثلة وعارضة أزياء وحاملة لقب ملكة جمال كورية جنوبية. ولدت يوم 21 مايو 1988 في سول في كوريا الجنوبية.